# 輪廻の果てに…
『輪廻の果てに…』（りんねのはてに）は、折笠富美子の1枚目のシングル。2003年11月6日にジェネオンエンタテインメントから発売された。

## 概要
声優・折笠富美子のデビュー・シングル。表題曲「輪廻の果てに…」は、テレビアニメ『真月譚 月姫』のエンディングテーマであり、ミュージックビデオが1枚目のアルバム『Lune』の初回限定盤DVDを収録した。

## 収録曲
作詞：入山誠、作曲・編曲：上野洋子
1. 輪廻の果てに… [4:19]
2. 輪廻の果てに…（Remix） [4:43]
3. 輪廻の果てに…（Instrumental） [4:17]